# 墨西拿廣域市
墨西拿廣域市（義大利語：Città metropolitana di Messina）是意大利西西里大区的一個广域市。面積3,247平方公里，2005年人口662,450人。首府墨西拿。前身为墨西拿省。
下轄108個市鎮。

## 市镇
- 阿奎多尔奇
- 阿尔卡拉利富西
- 阿利
- 阿利泰尔梅
- 安蒂洛
- 巴切洛纳-波佐迪戈托
- 巴西科
- 布罗洛
- 卡皮齐
- 卡波多尔兰多
- 卡普里莱奥内
- 卡罗尼亚
- 卡萨尔韦基奥-锡库洛
- 卢乔堡
- 翁贝托堡
- 卡斯泰尔莫拉
- 卡斯特罗雷阿莱
- 切萨罗
- 孔德罗
- 法尔科内
- 菲卡拉
- 菲乌梅迪尼西
- 弗洛雷斯塔
- 丰达凯利-凡蒂纳
- 福尔扎-达格罗
- 西西里岛弗兰卡维拉
- 弗拉扎诺
- 富尔奇锡库洛
- 富尔纳里
- 加吉
- 加拉蒂马梅尔蒂诺
- 加洛多罗
- 贾尔迪尼-纳克索斯
- 焦约萨马雷阿
- 格拉尼蒂
- 瓜尔蒂耶里-锡卡米诺
- 伊塔拉
- 莱尼
- 莱托扬尼
- 利布里齐
- 利米纳
- 利帕里
- 隆吉
- 马尔法
- 马尔瓦尼亚
- 曼达尼奇
- 马扎拉-圣安德烈亚
- 梅里
- 墨西拿
- 米拉佐
- 米利泰洛罗斯马里诺
- 米尔托
- 米斯特雷塔
- 莫约阿尔坎塔拉
- 蒙福特圣乔治
- 蒙朱菲梅利亚
- 蒙塔尼亚雷亚莱
- 蒙塔尔巴诺-埃利科纳
- 莫塔卡马斯特拉
- 莫塔达费尔莫
- 纳索
- 西西里岛尼扎
- 西西里岛诺瓦拉
- 奥利韦里
- 帕切-德尔梅拉
- 帕利亚拉
- 帕蒂
- 佩蒂内奥
- 皮拉伊诺
- 拉库亚
- 雷塔诺
- 罗卡菲奥里塔
- 罗卡卢梅拉
- 罗卡瓦尔迪纳
- 罗切拉瓦尔德莫内
- 罗迪米利奇
- 罗梅塔
- 圣菲利波-德尔梅拉
- 圣弗拉泰洛
- 圣马科-达伦齐奥
- 圣皮耶尔尼切托
- 圣皮耶罗帕蒂
- 圣萨尔瓦托雷-迪菲塔利亚
- 圣多梅妮卡-维多利亚
- 圣阿加塔-迪米利泰洛
- 圣阿莱西奥-锡库洛
- 圣卢恰-德尔梅拉
- 圣玛丽娜-萨利纳
- 圣安杰洛-迪布罗洛
- 圣特雷莎-迪里瓦
- 圣特奥多罗
- 圣斯特凡诺-迪卡马斯特拉
- 萨波纳拉
- 萨沃卡
- 斯卡莱塔赞克莱阿
- 锡纳格拉
- 斯帕达福拉
- 陶尔米纳
- 泰尔梅维利亚托雷
- 托雷格罗塔
- 托雷诺瓦
- 托尔托里奇
- 特里皮
- 图萨
- 乌克里亚
- 瓦尔迪纳
- 韦内蒂科
- 蒂雷纳自由镇